# Gleichwarmes Tier

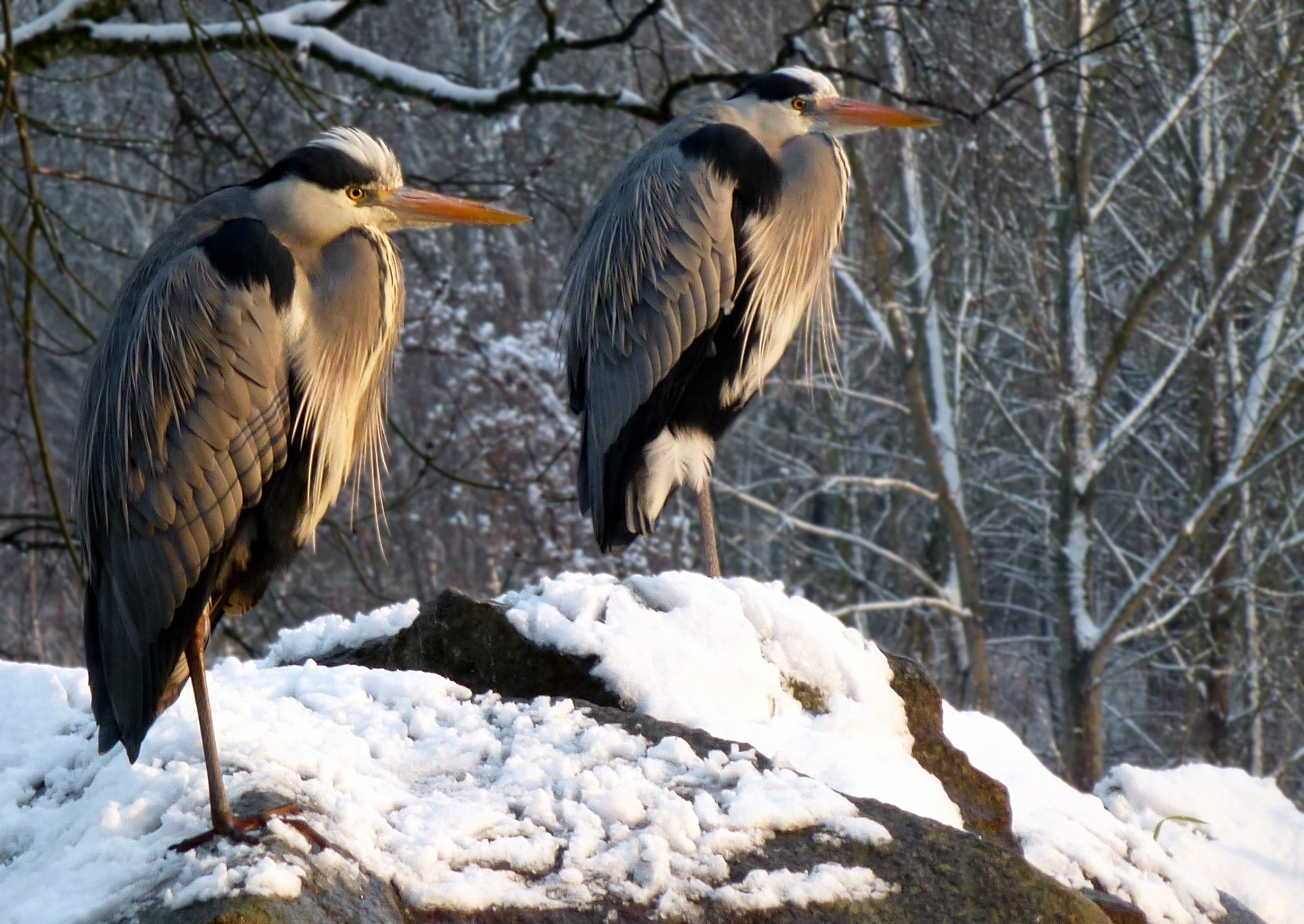
Gleichwarme Tiere sind entweder Vögel …

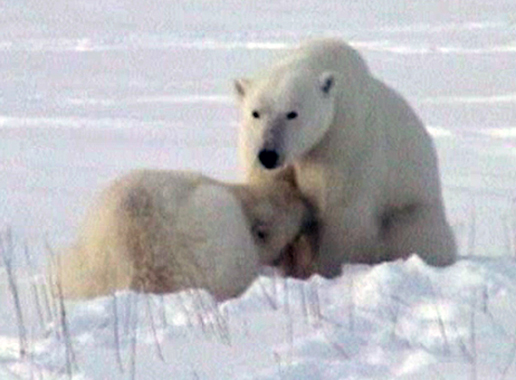
… oder Säugetiere

Als gleichwarmes Tier oder homoiothermes Tier (auch homöotherm; von altgriechisch ὁμοῖος homoîos „ähnlich“ und θερμός thermós „warm“) oder endothermes Tier (ἔνδον éndon „innen, innerhalb“) werden in der Zoologie Tiere (Vögel, Säugetiere) bezeichnet, die ihre Körperkerntemperatur unabhängig von der Umwelttemperatur auf einen konstanten Temperaturwert regulieren können. Der Übergang der Homoiothermie zur Poikilothermie ist bisweilen fließend. Die Wärmeproduktion ermöglicht eine größere Wetterunabhängigkeit, erhöht aber den Energieverbrauch. Weiterhin ist aufgrund der Notwendigkeit, Wärmeverluste nur so weit wie nötig zuzulassen, die Variation des anatomischen Bauplanes begrenzt (Bergmannsche Regel).

## Regulation der Körpertemperatur
Sowohl bei Vögeln wie auch bei Säugern wird die gleichwarme Körperkerntemperatur durch die Stoffwechselaktivität der Tiere erzeugt. Dies wirkt sich auf den Grundumsatz des Stoffwechsels aus, der deutlich höher ist als bei wechselwarmen (poikilothermen oder ektothermen) Tieren.
Thermorezeptoren in der Haut und temperatursensitive Neuronen im Zentralnervensystem wirken hierbei auf ein Temperaturverarbeitungszentrum im Hypothalamus, welches bei Abweichungen von der Normtemperatur für die Erhöhung oder Absenkung der Körpertemperatur sorgt.

### Senkung der Körperkerntemperatur
Bei zu hoher Körperkerntemperatur kann auf verschiedene Weise Wärme abgeführt werden. Dies geschieht häufig durch die Verdunstung von Wasser, beispielsweise bei Menschen durch das Schwitzen, bei Hunden durch Hecheln oder durch Felllecken bei Katzen. Auch eine bei Bedarf gut durchblutete große Körperoberfläche kann der Wärmeabgabe dienen, wie bei den Ohren der Afrikanischen Elefanten.

### Steigerung der Körperkerntemperatur
Bei zu niedriger Körperkerntemperatur wird die Stoffwechselrate gesteigert, weit verbreitet ist die als Zittern bezeichnete Stoffwechselsteigerung der Muskeln, für geringe Wärmemengen reicht oft Mikrovibration. Zudem besitzen neugeborene Säuger und alle Winterschläfer in größerem Umfang braunes Fettgewebe zur direkten Thermogenese aus Speicherfett.

### Thermische Isolation
Gleichwarme Tiere verfügen in der Regel über Wärmeisolierungen, die von der Minderung der Hautdurchblutung über isolierendes Unterhautfettgewebe bis zum Einschluss von isolierenden Luftschichten in Federn oder Haaren reicht.
- Bei Vögeln bewirken Lufteinschlüsse im Federkleid, insbesondere in den Daunen, eine Wärmeisolation
- Bei landlebenden Säugetieren wirkt im Fell eingeschlossene Luft isolierend, besonders die stark spiralisierten Wollhaare können große Luftvolumina einschließen.
- Wasserlebende Säugetiere und Vögel besitzen eine isolierende Fettschicht („Blubber“) unter der Haut, da Haare wie Federn im Wasser ihre isolierende Luftschicht weitgehend verlieren.
- Bei einigen ausgestorbenen Dinosaurierarten wurden neben Federn auch knochenhistologische Hinweise für Homoiothermie gefunden.

### Jahreszeitliche Anpassungen
Säugetierarten, die Winterschlaf halten, können während der kalten Jahreszeit ihre Körperkerntemperatur um mehr als 10 °C absenken, um in dieser inaktiven Phase Energie einzusparen. Bei Störungen oder in Wachphasen unterbrechen sie durch Noradrenalinausschüttung den Winterschlaf und erreichen unter erheblichem Energieverbrauch rasch wieder ihre Normtemperatur.
Eine Besonderheit bilden Kolibris und Schnabeltiere, deren Körperkerntemperatur relativ starken Schwankungen unterworfen ist.

## Abgrenzungen
Dagegen sind Honigbienen, die als Staat die Temperatur des Brutbereichs ihres Bienenstockes konstant auf 35 °C halten, keine gleichwarmen Tiere. Das einzelne Insekt ist dazu nicht in der Lage, sondern lediglich der gesamte Staat. Eine einzelne Biene erstarrt bereits bei einer Temperatur von 10 °C und stirbt. (Siehe auch Thermoregulation bei Honigbienen)

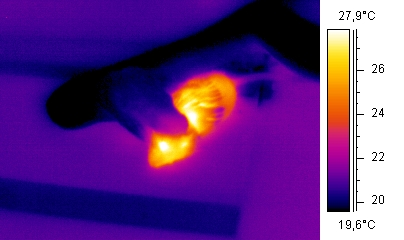
Thermographische Aufnahme einer Schlange (Reptil, wechselwarm), die eine Maus (Säugetier, gleichwarm) frisst.

Große Fluginsekten, Reptilien, Amphibien und Fische sind allesamt poikilotherm, denn ihre Körpertemperatur ist nicht konstant, sondern entspricht der Umgebungstemperatur. Sie fallen in der kalten Jahreszeit in Winterstarre, ihr Stoffwechsel wird währenddessen nicht vom Hypothalamus geregelt. Ihre Steuerungsmöglichkeiten bezüglich der Körperkerntemperatur beschränken sich auf Verhaltensweisen, beispielsweise intensive körperliche Bewegung oder Aufenthalt in der Sonne, wodurch sie sich zu einem gewissen Grad erwärmen. Allerdings gibt es bei Thunfischen, einigen Haien (Alopias) und Rochen Blutgefäßanpassungen (Gegenstromprinzip) in der Rumpfmuskulatur, die eine möglichst hohe Körperkerntemperatur ermöglichen; bei Schwertfischen und Glanzfischen wird das Gehirn mit Blut versorgt, das durch die Muskeln erwärmt wurde. Bei Tiefseefischen dagegen liegt die Körpertemperatur zwar dauerhaft bei 4 °C, dies liegt aber allein an der gleichbleibenden Außentemperatur, weshalb auch sie nicht homoiotherm, sondern poikilotherm sind.
Relativ unbekannt ist, dass es Pflanzen gibt, z. B. den „Stinkkohl“ (Symplocarpus foetidus) und andere Aronstab-Gewächse, die bei niedrigen Außentemperaturen die Intensität der Zellatmung regulieren und dadurch ihre innere Temperatur steigern können. Die Blütenknospen von Frühblühern können dabei Temperaturen erreichen, die 15 bis 35 °C über der Umgebungstemperatur liegen.